# Шарафутдинов, Фасхутдин Мухутдинович
Фасхутдин Мухутдинович Шарафутдинов (1922—2005) — советский работник нефтяной промышленности, Герой Социалистического Труда.

## Биография
Родился 3 апреля 1922 года в селе Шугурово Лениногорского района в крестьянской семье.
Участник Великой Отечественной войны, был начальником разведки артиллерийского дивизиона, воевал на Калининском, Степном, 3-м Украинском и 2-м Белорусском фронтах. Был несколько раз ранен.
После войны начал работать в нефтеразведке. Прошел ступени от бурового рабочего до бурильщика вахты. В 1949 году стал буровым мастером треста «Татнефтегазразведка».
После выхода на пенсию занимался общественной деятельностью — был председателем бурового комитета профсоюза, членом райкома КПСС и депутатом местного Совета.
Умер 11 января 2005 года, был похоронен в Мензелинске.

## Награды
- В 1966 году Ф. М. Шарафутдинову было присвоено звание Героя Социалистического Труда с вручением ордена Ленина.
- Также награждён орденами Отечественной войны I степени, Красной Звезды и медалями СССР.